# Temperatura suprafeței marine

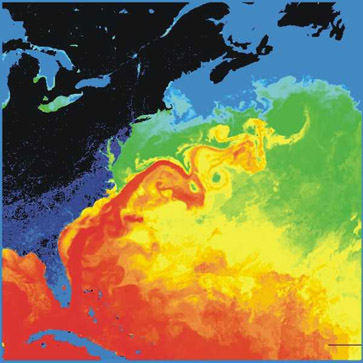
Temperatura suprafeței marine în nordvestul Oceanului Atlantic. America de Nord apare în negru și albastru închis (rece), Curentul Golfului în roșu (cald). Sursa: NASA.

Temperatura suprafeței oceanului  (adesea abreviat SST, din engleză sea surface temperature) este temperatura în apropierea suprafeței oceanului. Ea este temperatura la 1 mm până la 20 m adâncime sub suprafața mării, în funcție de metoda de măsurare.